# Hude (adelsslægt)
 For alternative betydninger, se Hude. (Se også artikler, som begynder med Hude)
von der Hude er en tysk uradelsslægt fra Bremen, som har bredt sig til Holsten, Lauenburg og Mecklenburg. Slægten kom også til Danmark i 1700-tallet, hvor den stadig lever, men hvor slægten aldrig er blevet naturaliseret som dansk adel. Også i Tyskland lever fortsat enkelte linjer af slægten.

## Våben
I Mecklenburg: Skjoldet med tværbjælker; på hjelmen tre trekanter med hanefjer, den midterste vinkelret, de andre to vandretstillede. Senere var skjoldet tværstribet af sølv på grøn baggrund, og på hjelmen to vesselhorn.
Theodor Hauch-Fausbøll skriver: Skjoldet delt ved en sort tværbjælke af sølv og guld. Hjelmtegn to af guld og sort delte vesselhorn.

## Historie
Slægten von der Hude var agnatisk beslægtet med adelsslægten von Bremen, som frembragte betydelige personligheder i Ærkebispedømmet Bremen.
Med ridderen Lüder de Hude  dukker det ældst kendte medlem af slægten frem i årene 1181 til 1191. Han havde antaget navnet Hude efter stamgodset Ritterhude. Borgen Huda tjente 1309, ifølge Bremer Urkundenbuch, til bevogtning af vadestedet over floden Hamme, der var den eneste hærvej fra Hamborg til Bremen. 1380 lovede ridderne og væbnerne von der Hude, at "unze Slot" ("vores slot") skulle være et åbent hus, hvorved en sløjfning af borgen blev undgået. Men i 1757 blev borgen ødelagt i Syvårskrigen, og i 1774 døde Friedrich August von der Hude, som var det sidste familiemedlem på slottet Ritterhude. Godset blev derpå overtaget af Georg von Gröning, senere borgmester i Bremen.
En gren af slægten von der Hude producerede flere rådsherrer og med Detward von der Hude (død 1430) tillige en borgmester i Bremen. Senere bredte slægten sig også til Lübeck. Bernhard Heinrich von der Hude var hovedpræst ved Mariekirke, og hans sønner Heinrich von der Hude (1798–1853) og Hermann von der Hude (1811–1858) blev senatorer i hansestaden.
Ridderen Martin von der Hude nævnes 1326 som slægtens første i Mecklenburg. Brødrene Heinrich og Arnold von der Hude samt deres fætter Johann von der Hude solgte deres mecklenburgske godser Kulitz og Nedum til klosteret Eldena. 1363 nævnes som det sidste medlem af slægten i Mecklenburg Heinrich von der Hude.

## I Danmark
Slægten von der Hude kom til Danmark via Norge i 1730'erne med skræddermester på Det Kongelige Opfostringshus Seband von der Hude (døbt 6. februar 1711 i Bergen – 21. juni 1759), som indgik sit 1. ægteskab i København 1737 med Frederica Eleonora Bruun (ca. 1711 – 30. marts 1757) og 2. ægteskab 24. august 1757 med Sophia Dorthea Wentzelsdatter Peschin (døbt 6. oktober 1735 – november 1807).
Seband von der Hude var fader til told- og konsumptionsbetjent Jens von der Hude (1743-1813) og hoffourerer Jørgen Ludvig von der Hude (1749-1800). Jens von der Hude var fader til kgl. toldbetjent Christian Ludvig von der Hude (1776-1846). Denne var fader til fem børn, bl.a. Jens von der Hude (1805-), Poul Frederik von der Hude (1808-) og toldbetjent, senere grundlægger af E.W. Hude & Søn i Svendborg Eiler Vilhelm von der Hude (1811-1870), som var fader til syv børn, bl.a. skibs- og varemægler, medejer af E.W. Hude & Søn, konsul Ludvig Julius Christian von der Hude (1841-1914), skibs- og varemægler og konsul for Portugal Carl Georg Edvard von der Hude (1847-1937), Poul Frederik Wilhelm von der Hude (1849-1914) og Christian Emil von der Hude (1853-), som 1882 emigrerede til New York som købmand.
Konsul Ludvig Julius Christian von der Hude var fader til embedsmanden Eiler von der Hude (1875-1937).
Konsul Carl Georg Edvard von der Hude var fader til søofficeren Carl Frederik von der Hude (1884-1874), som var fader til ambassadøren Preben von der Hude (1913-1991).
By- og herredsfuldmægtig i Ebeltoft, senere prokurator i Roskilde Sophus Waldemar (von der) Hude (1830-1899) var gift med Johanne Laurentine Elisabeth Tulinius (1833-1899) og fader til historikeren Anna Sophie von der Hude (1858-1934, gift med Kristian Erslev), filologen Christian Karl Tulinius von der Hude (1860-1936) og fotografen Kristian Ludvig von der Hude (1864-1929). Karl Hude var fader til viceeforen Elisabeth Fredrika von der Hude (1894-1976) og til forsikringsdirektør Erik von der Hude (1900-1956).

## Medlemmer

### I Tyskland
- Detward von der Hude (død 1430) – borgmester i Bremen
- Eilard von der Hude (1541-1606) – krønikeskriver
- Heinrich von der Hude (1798-1853) – syndikus og senator i hansestaden Lübeck
- Hermann von der Hude (senator) (1811-1858) – senator i hansestaden Lübeck[5]
- Hermann von der Hude (arkitekt) (1830-1908) – arkitekt, partner i von der Hude & Hennicke
- Hinrich von der Hude (død 1459) – storkøbmand og rådsherre i Bremen

### I Danmark
Alle de nævnte bærer navnet "von der Hude", men mange har blot skrevet sig "Hude".
- Anna Hude (1858-1934) – historiker, dr.phil. (Anna Sophie von der Hude)
- Carl von der Hude (1884-1974) – søofficer, kommandør (Carl Frederik von der Hude)
- Charles Hude (1871-1959) – grundlægger af Skandinavisk Patentbureau, senere Chas. Hude (Charles Christian von der Hude)
- Eiler von der Hude (1875-1937) – jurist og embedsmand, fmd. f. Landsoverskatterådet
- Elisabeth Hude (1894-1976) – litteraturhistoriker og viceefor (Elisabeth Fredrika von der Hude)
- Erik von der Hude (1900-1956) – direktør
- Harry von der Hude (1907-1990) – ingeniør, patentkonsulent
- Karl Hude (1860-1936) – filolog og skolemand (Christian Karl Tulinius (von der) Hude)
- Kristian Hude (1864-1929) – fotograf (Kristian Ludvig von der Hude)
- Paul von der Hude (1879-1946) – underdirektør (Paul Zeban von der Hude)
- Preben von der Hude (1913-1991) – diplomat